# Araneus mariposa
Araneus mariposa är en spindelart som beskrevs av Levi 1973. Araneus mariposa ingår i släktet Araneus och familjen hjulspindlar. Inga underarter finns listade i Catalogue of Life.